# La Granja de la Costera
La Granja de la Costera è un comune spagnolo di 349 abitanti situato nella comunità autonoma Valenciana.